# MS Kiryat Gat
Le MS Kiryat Gat (en hébreu : מועדון ספורט קריית גת, Moadon Sport Kirjat Gat), est un club israélien de football féminin fondé en 2010 et basé dans la ville de Kiryat Gat.

## Histoire
Le club est fondé en 2008 après la disparition du Beitar Kirjat Gat (fondé en 1970), en 2010 est créé une section de football féminin. À partir de 2012 le club ne comprend plus que la section féminine.
Le club démarre en deuxième division et y reste pendant trois années, à la fin de la saison 2012-2013 il termine à la première place et est promu en première division.
En 2015-2016, MS Kiryat Gat gagne son premier titre national, la Coupe d'Israël. La saison suivante il remporte son premier titre de champion et en 2016-2017 il défend son titre.
En 2020-2021, MS Kiryat Gat remporte le doublé coupe championnat.

## Palmarès
| Compétitions nationales |
| --- |
| - Championnat d'Israël féminin (7) : - Champion : 2017, 2018, 2021, 2022, 2023, 2024, 2025. - Coupe d'Israël féminine (4) : - Vainqueur : 2016, 2021, 2022 et 2024. - Finaliste : 2018 - Athena Women's Cup : - Vainqueur en 2022 |